# Ministerio Público de la Defensa de Argentina
El Ministerio Público de la Defensa de la Nación Argentina es una institución de defensa y protección de derechos humanos que busca garantizar el acceso a la justicia y la asistencia jurídica integral, en casos individuales y colectivos, de acuerdo a los principios, funciones y previsiones establecidas en la Ley 27 149 en la Argentina. Promueve toda medida tendiente a la protección y defensa de los derechos fundamentales de las personas, en especial de quienes se encuentren en situación de vulnerabilidad.
A la institución le corresponde velar por la garantía de la debida defensa en juicio de aquellas personas que acceden al servicio de la defensa pública (si se reúnen los requsitos que exige la ley para su prestación). Se encuentra organizado sobre la base de distintas especializaciones y cumplen diferentes roles tanto en la esfera judicial como en la extrajudicial. Asumen la defensa técnica en un juicio civil o penal; ejercen la tutela de niños y adolescentes huérfanos o en conflicto con sus representantes legales, o la curatela de las personas declaradas judicialmente dementes o inhabilitadas; llevan adelante la representación promiscua prevista en el art. 59 del Código Civil para reasegurar la defensa de los intereses de los aún llamados "menores e incapaces".
El gobierno del Ministerio Público de la Defensa se encuentra a cargo desde el año 2005 de la Defensora General de la Nación, Dra. Stella Maris Martínez. 

## Características institucionales
A partir de la Reforma constitucional argentina de 1994, el Ministerio Público de la Defensa se instituye como un órgano independiente del resto de los Poderes del Estado, con autonomía funcional y autarquía financiera (artículo 120 de la Constitución de la Nación Argentina -CNA-).
El texto constitucional también concibió al Ministerio Público como un órgano bicéfalo, en tanto cuenta con dos estructuras autónomas e independientes entre sí: el Ministerio Público Fiscal, a cargo del/la procurador/a general de la Nación por un lado y el Ministerio Público de la Defensa, por el otro, cuya máxima autoridad es el/la D
defensor/a general de la Nación.
Con anterioridad a la reforma, los defensores públicos se encontraban dentro de la estructura del Poder Judicial y dependían funcionalmente de la Corte Suprema de Justicia de la Nación, operando esta circunstancia en desmedro de la garantía de igualdad entre las partes y del derecho a una tutela efectiva de los derechos de los justiciables. El cambio institucional producido representó, entonces, un importante avance para el fortalecimiento de la defensa pública en tanto actor protagónico dentro del sistema de justicia para la firme protección de los derechos de las personas.

## Normativa de creación
El artículo 120 de la CNA de 1994 instituyó al Ministerio Público como un órgano de jerarquía constitucional, independiente, con autonomía funcional y autarquía financiera.
Luego, en el año 1998 la institución se consolida con motivo de la sanción de la Ley Orgánica del Ministerio Público N.º 24 946, mediante la cual se organiza su funcionamiento y estructura y se asignan las atribuciones y los deberes de sus integrantes.
Finalmente, en el año 2015, la sanción y promulgación de la Ley Orgánica del Ministerio Público de la Defensa N.º 27 149, a la par de constituir la primera normativa de la historia argentina que regula en forma exclusiva la estructura, organización, funcionamiento y pautas de actuación de la Defensa Pública Federal, reafirma su independencia, autonomía funcional y autarquía financiera, para la protección de los derechos humanos y el acceso integral a la justicia de las personas, especialmente de quienes se encuentran en situación de vulnerabilidad.

## Estructura e integración
El Ministerio Público de la Defensa tiene una organización jerárquica, cuya máxima autoridad es el Defensor General de la Nación.
La organización de las dependencias que lo integran se encuentra adecuada a la estructura de la justicia nacional y federal del país, de acuerdo al siguiente detalle: Está conformado por la Defensoría General de la Nación, que es el órgano de gobierno y administración del Ministerio Público de la Defensa de la Nación, y a la vez es la sede de actuación del Defensor General de la Nación y de los Defensores de la Defensoría General y de la Defensoría General Adjunta. De ella dependen todas las Defensorías Públicas nacionales y federales del país, organizadas por fuero e instancia, y los Defensores Públicos Tutores y los Defensores Públicos Curadores.
La Defensoría General de la Nación tiene una estructura propia en la que se desempeñan las diferentes áreas que coadyuvan con el Defensor General para el mejor cumplimiento de sus tareas.
El Defensor General de la Nación tiene, además de las funciones vinculadas con el gobierno, administración y financiación del Ministerio Público de la Defensa, funciones relacionadas con la actuación judicial, nacional e internacional, y de promoción de políticas de protección de los derechos humanos.
Efectivamente, el legislador le ha dado legitimación no solamente para asumir la representación de los justiciables en el caso individual que corresponda, sino que ha ido un paso adelante en materia de protección de derechos, y ha encomendado al Defensor General de la Nación las funciones detalladas en el artículo 35 de la Ley N.º 27 149.
En esa orientación, y teniendo especialmente en cuenta la situación de vulnerabilidad en que se encuentran ciertos grupos, se han instado diversas acciones tendentes a la remoción de obstáculos para el acceso a la justicia de las personas especialmente desprotegidas, con la misión fundamental de procurar una protección más integral de los derechos de las personas.
Entre ellas, se destaca la creación y puesta en funcionamiento de diferentes áreas de promoción y ejecución de acciones para la protección de sectores especialmente vulnerables, que operan como estructuras de apoyo a la labor de los defensores públicos, procurando garantizar el efectivo acceso a la justicia de quienes se encuentran más desprotegidos para hacer valer sus derechos.
En ese sentido, funcionan en el ámbito de la Defensoría General los siguientes programas y Comisiones que, en su mayoría, se encuentran a cargo de defensores públicos del organismo).

## Funciones
El Ministerio Público de la Defensa de la Nación Argentina, como institución encargada de asegurar la efectiva asistencia y defensa judicial de los derechos de las personas, tiene entre sus principales funciones:
- Ejercer la defensa del imputado y el condenado en causas penales.
- Patrocinar a las personas en situación de pobreza, a los ausentes y a los menores e incapaces (incluyendo su representación promiscua) para garantizar sus derechos ante la Justicia.
- Velar por la defensa de los derechos humanos, promoviendo las acciones correspondientes cuando se verifique su violación.
- Diseñar y ejecutar políticas para facilitar el acceso a la justicia de los grupos especialmente vulnerables.